# Dorfkirche Hasenfelde

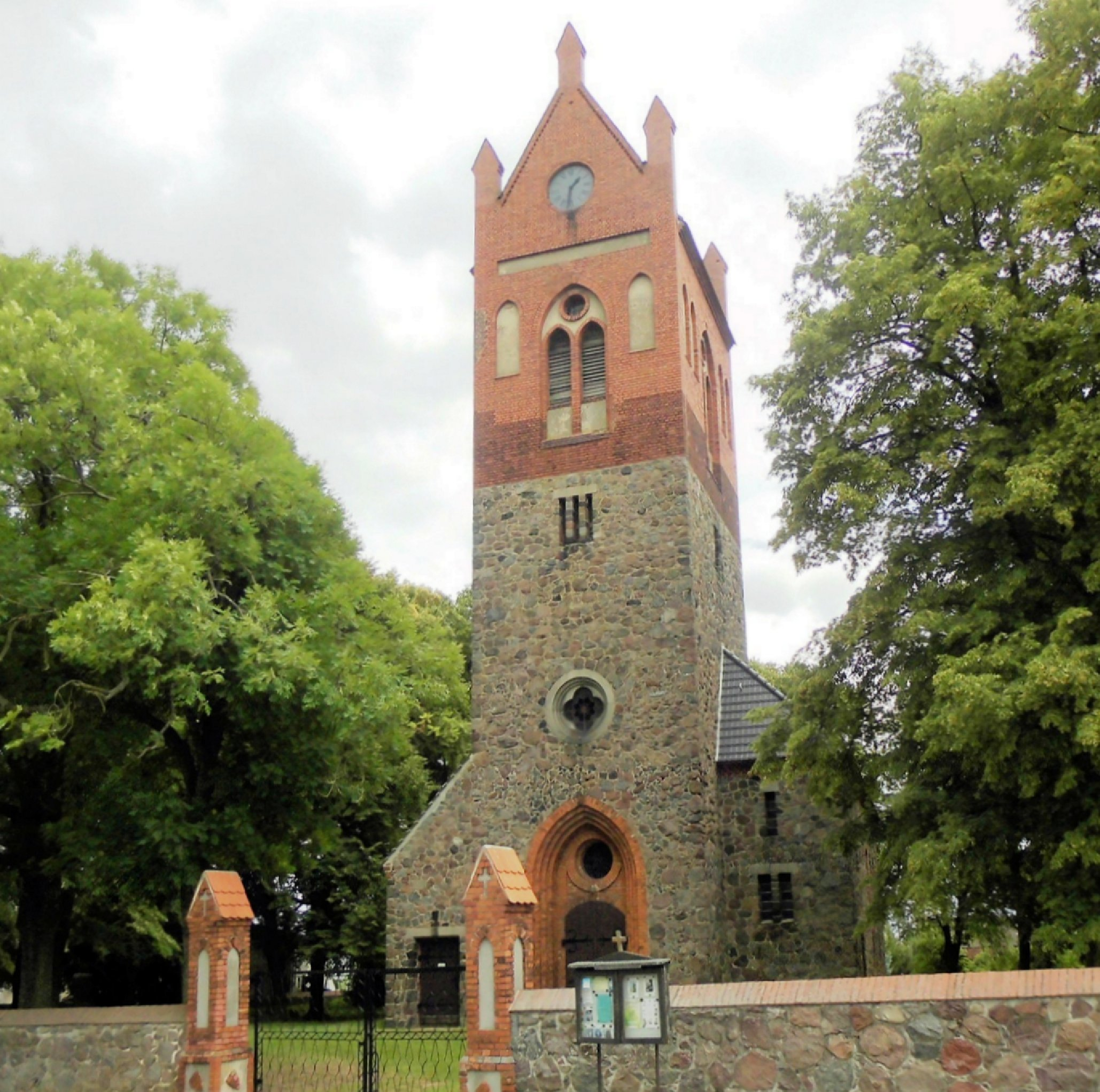
Dorfkirche Hasenfelde

Die evangelische Dorfkirche Hasenfelde ist eine spätgotische Feldsteinkirche in Hasenfelde, einem Ortsteil der Gemeinde Steinhöfel im Landkreis Oder-Spree im Land Brandenburg. Die Kirchengemeinde gehört zum Kirchenkreis Oderland-Spree der Evangelischen Kirche Berlin-Brandenburg-schlesische Oberlausitz.

## Lage
Die Fürstenwalder Straße führt von Südosten kommend in den Ort und verläuft dort als Bahnhofstraße in Richtung Osten. Die Kirche steht südöstlich dieser Kreuzung auf einer leicht erhöhten Fläche, die auch als Kirchfriedhof dient. Dieser ist mit einem Zaun und einer Mauer aus rötlichen Mauersteinen eingefriedet.

## Geschichte
Über die Baugeschichte gibt es bislang nur vage Andeutungen. Das Brandenburgische Landesamt für Denkmalpflege und Archäologische Landesmuseum (BLDAM) gibt an, dass die Kirche in der zweiten Hälfte des 13. Jahrhunderts entstanden ist und spricht von einer Erweiterung bzw. einem Umbau im 14. Jahrhundert. Das Dehio-Handbuch bezeichnet die Kirche als einen Bau der Spätgotik, der unter Verwendungen eines Vorgängerbaus aus dem 13. Jahrhundert errichtet wurde. Als sicher gilt, dass die Fenster zu einem späteren Zeitpunkt „barock“ vergrößert wurden. 1901 ließ die Kirchengemeinde das Bauwerk erneut umbauen. Dabei wurde unter anderem das Turmoberteil errichtet.

## Baubeschreibung

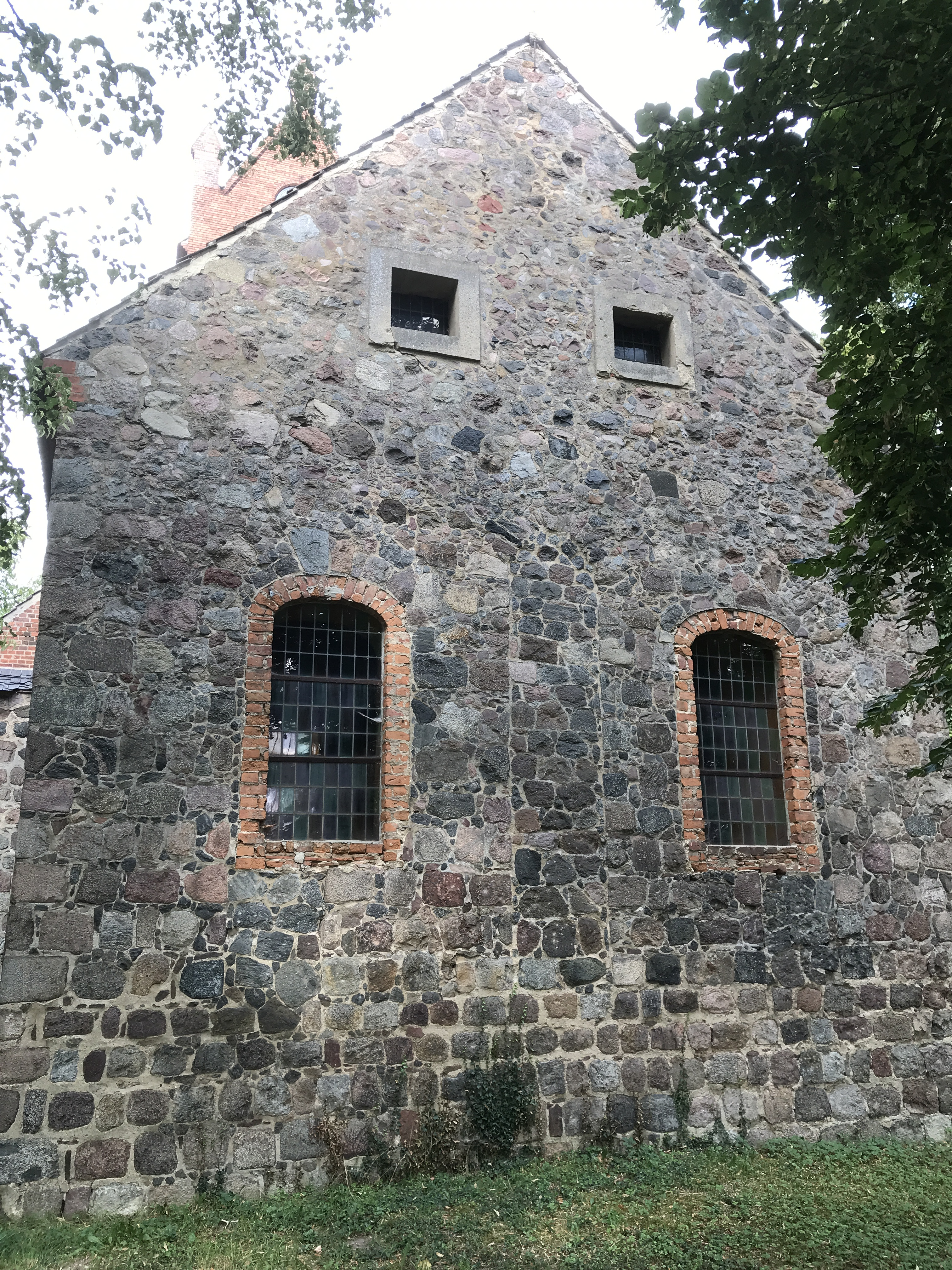
Chorostwand

Das Bauwerk wurde im Wesentlichen aus Feldsteinen errichtet. Diese sind teilweise lagig geschichtet und behauen. Der Rechteckchor hat dabei eine gerade Ostwand und ist leicht eingezogen. Die unteren vier bis fünf Lagen sind vergleichsweise sorgfältig behauen. Darüber wurden lediglich die Ecksteine behauen. Ursprünglich dürfte an der Wand ein Lanzett-Drillingsfenster mit überhöhtem Spitzbogen verbaut worden sein. Nach dem barocken Umbau sind noch zwei bienenkorbförmige Fenster vorhanden, deren Einfassungen aus rötlichem Mauerstein erstellt wurden. Das mittlere Fenster ist mit leicht behauenen Steinen vergleichsweise sorgfältig zugesetzt. Im Giebel sind zwei kleine und rechteckige Fenster. An der Nordwand sind ebenfalls noch die Reste von zwei mittlerweile zugesetzten Spitzbogenfenstern erkennbar. Stattdessen wurden auch hier zwei große, bienenkorbförmige Öffnungen eingesetzt, die die ursprünglichen Fenster teilweise schneiden. Am Übergang zum Kirchenschiff ist eine kleine, rechteckige Vorhalle aus rötlichem Mauerstein. Sie kann durch eine Pforte von Norden her betreten werden. Darüber ist eine kreisförmige Öffnung. An der Südseite sind ebenfalls zwei Fenster. Reste einer ursprünglichen Öffnung sind nicht erkennbar, so dass diese beiden Fenster vermutlich an ihrer Stelle platziert wurden. Dazu passen auch die zum Teil erheblichen Ausbesserungsarbeiten oberhalb der Öffnungen. Die übrigen Steine sind vergleichsweise gut behauen und in der unteren Hälfte weitgehend lagig geschichtet. Am Übergang zum schlichten Satteldach ist ein Zahnfries aus rötlichem Mauerstein.
Das Schiff hat einen rechteckigen Grundriss und wurde aus nur wenig behauenen Feldsteinen errichtet. An der Nordseite des Langhauses fällt auf, dass im westlichen Bereich noch wenige Steine behauen wurde, nach Osten hin jedoch völlig verlaufen. Es ist denkbar, dass dies auf Reparaturarbeiten nach einer größeren Zerstörung erfolgte. Möglich ist aber auch, dass ursprünglich der Chor gebaut wurde und im darauffolgenden Jahrhundert das Schiff angesetzt wurde. Im unteren Bereich der Fassade sind zwei kleine, gedrückt-segmentbogenförmige Fenster, darüber jeweils ein größeres Fenster. Die Südseite des Langhauses ist identisch aufgebaut.
Daran schließt sich nach Westen der mächtige Kirchturm an. Er wurde durch zwei Anbauten ergänzt. An der Nordseite verlängerten die Handwerker die Flucht des Langhauses und zogen die Wand im Westen bis auf die Höhe des Kirchturms. Dort sind an der Nordseite je zwei gekuppelte, kleine und hochrechteckige Fenster. An der Westseite ist eine mittlerweile rechteckige Pforte, die in eine ursprünglich segmentbogenförmige Öffnung eingefasst wurde. An der Südseite wurde ein weiterer Anbau zwar auf die Breite des Langhauses errichtet, er erreicht jedoch nicht die Westwand des Kirchturms. Dort sind an der Südseite eine rechteckige Pforte sowie darüber zwei gekuppelte, hochrechteckige Fenster. An der Westseite ist ein weiteres gekuppeltes Fenster, darüber eine hochrechteckige Öffnung. Der Hauptzugang erfolgt jedoch durch ein großes Portal, das in eine spitzbogenförmige, vierfach getreppte Blende mit einem darüberliegenden Ochsenauge eingefasst wurde. Oberhalb ist ein Kreisfenster mit einem Vierpass. Im mittleren Geschoss sind an den drei sichtbaren Seiten je drei schlitzförmige Öffnungen. Daran schließt sich das Glockengeschoss an. Es wurde aus rötlichem Mauerstein errichtet. An jeder Seite ist eine große, spitzbogenförmige Blende, in die je zwei gekuppelte und ebenfalls spitzbogenförmige Klangarkaden eingelassen sind, darüber eine kreisförmige Öffnung. Neben der Blende sind zwei weitere, kleinere aber ebenfalls spitzbogenförmige Blenden. Zwischen den gemauerten und mit Fialen verzierten Giebel mit einer Turmuhr ist ein Satteldach. Die vergleichsweise ungewöhnliche Form führt dazu, dass Hasenfelde auch als „Ort der Langohren“ bezeichnet wird.

## Ausstattung

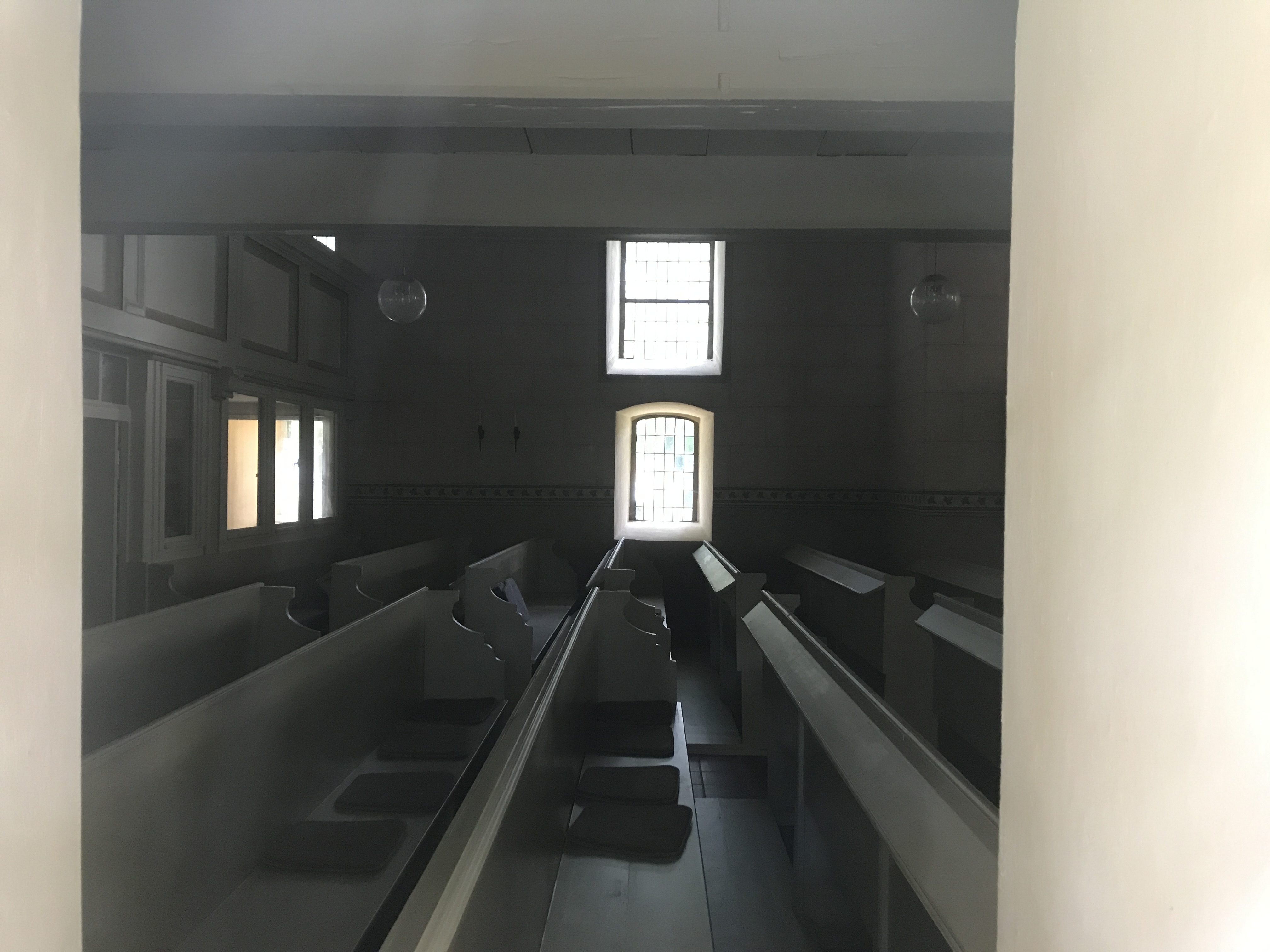
Blick ins Kirchenschiff

Das Altarretabel entstand im ersten Viertel des 17. Jahrhunderts. Es zeigt in der Predella das Abendmahl Jesu, im Altarblatt die Kreuzigung Christi und im Altarauszug die Himmelfahrt. Der hölzerne Aufbau wird im Dehio-Handbuch als „schlicht“ beschrieben – die Kanzel hingegen als „schön“. Sie stammt aus dem Anfang des 18. Jahrhunderts und besteht aus einem bauchigen, polygonalen Kanzelkorb. Dort sind „qualitätsvolle“ Schnitzfiguren abgebildet, die die Evangelisten zeigen. Der Kanzelkorb wurde ebenso wie der Fuß im Jahr 1967 neu gefasst.
Auf der Empore steht eine Orgel, die Carl Ferdinand Landow im Jahr 1857 und 1858 schuf. Sie wurde nach 1944 teilzerstört, nach 1960 Teile demontiert und in Heinersdorf eingesetzt. 2003 gründete sich ein Freundeskreis Orgel Hasenfelde. Er setzte es sich zum Ziel, das Instrument wiederherzustellen. 2007 konnten die ersten drei Register repariert werden, bis 2016 auch die verbliebenen elf Register. Die Arbeiten wurden von der Firma Sauer ausgeführt.
Nördlich der Kirche steht eine Stele, die an die Gefallenen aus den Weltkriegen erinnert. Um sie herum wurden mehrere Findlinge vor je einem Baum kreisförmig angeordnet. Auf ihnen sind die Namen der Gefallenen verzeichnet.